# Carlos Cardús
Pour les articles homonymes, voir Cardús.
Carlos Cardús Carrió, né le 29 septembre 1959 à Barcelone, est un pilote de vitesse moto espagnol.
Il est l'oncle du pilote de Grand Prix Ricard Cardús et neveu du footballeur José Cardús.

## Biographie
Cardus a connu sa meilleure année en 1990 quand il a gagné quatre courses et a terminé deuxième au championnat du monde 250 cm3 en lutte avec John Kocinski qui a duré jusqu'à la dernière course de la saison. Dans la dernière course de l'année à Phillip Island en Australie, Cardus a besoin seulement de finir en deuxième place derrière Kocinski pour gagner le championnat du monde, mais son levier de vitesses a cassé et il a dû abandonner en perdant le titre.
Il a également participé au Championnat du monde de Superbike en 1994.

## Résultats

### Par catégorie
| Catégorie | Saison    | 1er Grand Prix      | 1er podium  | 1er victoire | Course | Victoires | Podiums | Pole position | Record du tour | Points |
| --------- | --------- | ------------------- | ----------- | ------------ | ------ | --------- | ------- | ------------- | -------------- | ------ |
| 250 cm3   | 1983–1993 | Afrique du Sud 1983 | France 1987 | France 1989  | 123    | 5         | 26      | 7             | 5              | 835    |

### Courses par saison
(Les courses en gras indiquent une pole position ; les courses en italique indiquent un meilleur tour en course)
| Année | Catégorie | Moto          | 1      | 2      | 3      | 4      | 5      | 6      | 7      | 8      | 9       | 10     | 11     | 12     | 13     | 14    | 15     | Points | Classement final | Victoire |
| ----- | --------- | ------------- | ------ | ------ | ------ | ------ | ------ | ------ | ------ | ------ | ------- | ------ | ------ | ------ | ------ | ----- | ------ | ------ | ---------------- | -------- |
| 1983  | 250 cm3   | Cobas-Rotax   | RSA NC | FRA 21 | NAT -  | GER 11 | ESP 9  | AUT -  | YUG -  | NED 16 | BEL NC  | GBR 11 | SWE NC |        |        |       |        | 2      | 28e              | 0        |
| 1984  | 250 cm3   | JJ Cobas      | RSA -  | NAT NC | ESP NC | AUT -  | GER -  | FRA 7  | YUG NC | NED -  | BEL 11  | GBR NC | SWE NC | RSM NC |        |       |        | 4      | 25e              | 0        |
| 1985  | 250 cm3   | JJ Cobas      | RSA 6  | ESP NC | GER 5  | NAT NC | AUT NC | YUG NC | NED NC | BEL 5  | FRA NC  | GBR NC | SWE NC | RSM 7  |        |       |        | 21     | 12e              | 0        |
| 1986  | 250 cm3   | Campsa Honda  | ESP NC | NAT NC | GER 13 | AUT NC | YUG 5  | NED NC | BEL 6  | FRA 17 | GBR 5   | SWE 19 | RSM NC |        |        |       |        | 17     | 12e              | 0        |
| 1987  | 250 cm3   | Campsa Honda  | JPN NC | ESP -  | GER 4  | NAT 7  | AUT 5  | YUG NC | NED 4  | FRA 3  | GBR 8   | SWE 6  | CZE 3  | RSM NC | POR NC | BRA 3 | ARG 5  | 70     | 5e               | 0        |
| 1988  | 250 cm3   | Ducados Honda | JPN 9  | USA NC | ESP NC | EXP -  | NAT -  | GER -  | AUT NC | NED 12 | BEL 7   | YUG 8  | FRA 8  | GBR 12 | SWE 5  | CZE 5 | BRA 7  | 71     | 9e               | 0        |
| 1989  | 250 cm3   | Repsol Honda  | JPN 8  | AUS 7  | USA 5  | ESP 5  | NAT 4  | GER 6  | AUT 6  | YUG 6  | NED 4   | BEL 3  | FRA 1  | GBR NC | SWE 4  | CZE 8 | BRA 5  | 162    | 4e               | 1        |
| 1990  | 250 cm3   | Repsol Honda  | JPN 2  | USA 6  | ESP 4  | NAT 4  | GER 2  | AUT NC | YUG 1  | NED 2  | BEL 3   | FRA 1  | GBR 5  | SWE 1  | CZE 1  | HUN 3 | AUS NC | 208    | 2e               | 4        |
| 1991  | 250 cm3   | Repsol Honda  | JPN 2  | AUS 3  | USA 4  | ESP 6  | ITA 6  | GER 2  | AUT 2  | EUR 3  | NED 5   | FRA 3  | GBR 2  | RSM 2  | CZE 2  | VDM 2 | MAL 2  | 205    | 3e               | 0        |
| 1992  | 250 cm3   | Repsol Honda  | JPN NC | AUS 2  | MAL 4  | ESP 5  | ITA 7  | EUR NC | GER -  | NED -  | HUN DNS | FRA 5  | GBR 8  | BRA -  | RSA -  |       |        | 48     | 8e               | 0        |
| 1993  | 250 cm3   | Honda         | AUS 6  | MAL 18 | JPN NC | ESP -  | AUT -  | GER 9  | NED NC | EUR 6  | RSM -   | GBR -  | CZE -  | ITA -  | USA -  | FIM - |        | 27     | 18e              | 0        |